# Rhizosomichthys totae
Rhizosomichthys totae és una espècie extinta de peix de la família dels tricomictèrids i de l'ordre dels siluriformes.

## Morfologia
- Els mascles podien assolir 13,8 cm de longitud total.[5]

## Hàbitat
Era un peix d'aigua dolça i de clima tropical.

## Distribució geogràfica
Es trobava a Sud-amèrica: conca del llac Tota a Colòmbia.